# Carnac-Rouffiac
Carnac-Rouffiac é uma comuna francesa na região administrativa de Occitânia, no departamento de Lot. Estende-se por uma área de 13,57 km². Em 2010 a comuna tinha 224 habitantes (densidade: 16,5 hab./km²).